# Jean-Claude George Pelle
| 81203 Polynesia | 23 marzo 2000  |
| 88292 Bora-Bora | 12 luglio 2001 |

Jean-Claude George Pelle (1942) è un astronomo amatoriale francese.
Il Minor Planet Center gli accredita la scoperta di otto asteroidi, effettuate tra il 2000 e il 2008, in parte in collaborazione con Noeline Teamo.
Gli è stato dedicato l'asteroide 84011 Jean-Claude.